# ガリアーノ・デル・カーポ
ガリアーノ・デル・カーポ（イタリア語: Gagliano del Capo）は、イタリア共和国プッリャ州レッチェ県にある、人口約5,100人の基礎自治体（コムーネ）。

## 地理

### 位置・広がり

#### 隣接コムーネ
隣接するコムーネは以下の通り。
- アレッサーノ
- カストリニャーノ・デル・カーポ